# Isturgia famula
Isturgia famula là một loài bướm đêm thuộc họ Geometridae. Nó được tìm thấy ở Nam Âu.
Con trưởng thành bay từ tháng 5 đến tháng 6 và mọc cánh vào ban ngày vào các ngày có nắng.
Ấu trùng ăn các loài Cytisus, Genista, Sarothamnus, Spartium và Ulex. Nó qua đông dưới dạng nhộng dưới lòng đất. 